# Zloději času (film, 1981)
Zloději času (Time Bandits) je fantasy film Terryho Gilliama z roku 1981. Film produkoval Terry Giliam a George Harisson. Kromě originálního děje, odehrávajícího se v několika časových obdobích, je zajímavá obsazením liliputánů do hlavních rolí.

## Děj
Hlavním hrdinou je jedenáctiletý chlapec Kevin, který vyrůstá za okázalého nezájmu svých rodičů. Jedné noci se u něj v pokoji z ničeho nic objeví skupina trpaslíků, s nimiž se vydá na cestu tunelem, který se objeví v jeho pokoji. Společně pak projdou mnoha údobími historie (setkají se s Napoleonem, projedou se v Titanicu, navštíví dvůr krále Agamemnóna) i fantastickými krajinami, aby se na závěr setkali a bojovali se ztělesněnou Zlobou.